# Томас, Фёдор Фёдорович
Фёдор Фёдорович Томас (англ. Frederick Bruce Thomas; 4 ноября 1872 года, округ Коахома, штат Миссисипи, США — 12 июня 1928 года, Константинополь (ныне Стамбул), Турция) — российский бизнесмен афроамериканского происхождения, прославившийся в индустрии развлечений России и Турции.

## Биография

### Происхождение, детство и юность
Томас родился в округе Коахома, Миссисипи, в 1872 году. Его родители Ханна и Льюис Томасы были рабами до американской Гражданской войны, после которой они стали успешными землевладельцами и фермерами. Однако белые соседи-расисты были недовольны таким успехом чёрной семьи, и в 1890 году, после того как белый сосед подал на них в суд по поводу земельного участка, Томасам пришлось переехать в Теннесси в город Мемфис. В Мемфисе Льюис Томас был убит в споре с соседом, и вскоре после этого Фредерик Брюс покинул город, чтобы путешествовать по США.

### Переезд в Европу
Томас работал официантом в элитных ресторанах и гостиницах Чикаго и Нью-Йорка, но вскоре из-за расизма решил переехать в Европу, где надеялся стать музыкантом. Последнее так ему и не удалось, но он жил в Лондоне, Париже и путешествовал по всей Европе. В Париже он работал в известном ресторане «Максим», владелец которого вдохновил его открыть своё дело в Москве. Он познакомился с русским дворянином, который помог ему получить работу в первопрестольной в качестве слуги своего знакомого. Переехав в Россию в 1900 году, Томас окончательно стал «чёрным русским».

### Жизнь в России
В Москве Томас вначале трудился в качестве слуги, но вскоре стал работать официантом, а потом метрдотелем в элитных ресторанах и клубах. В 1901 году он женился на немке по имени Хедвиг Гэн, от которой имел троих детей (позже он повторно женился дважды, и у него было в общей сложности пять детей). Приобретённый опыт в индустрии развлечений позволил ему стать главным помощником Алексея Судакова, владельца знаменитого московского ресторана «Яр». Вместе с Судаковым он купил Московский сад «Аквариум», который превратил в популярное и успешное место столичного досуга. Вместе со своими партнёрами он получил известность как «Томас и компания».
Благодаря успеху «Аквариума», Томас разбогател и смог расширить свой бизнес. В 1912 году он открыл клуб «Максим», который стал очень популярным у московской богемы. Благодаря такому успеху, в 1915 году он наконец получил российское подданство, став, вероятно, первым афроамериканцем-гражданином России. Как известный и богатый член московского общества, он с успехом организовывал различные мероприятия, концерты и т. д.
Однако после революции 1917 года обладавший статусом буржуа и личным богатством Томас лишился всего. После конфискации в 1918 году имущества и банковских вкладов, фактически безо всяких средств к существованию, он бежал в Константинополь, где снова попытался открыть собственное дело. На короткое время он добился успеха, но сложившаяся в Турции нестабильная политическая ситуация привела его к финансовому краху. Он умер в Константинополе в нищете, так и не вернувшись в Россию.